# 艾瑪·阿普爾頓
艾瑪·吉爾·阿普爾頓（英語：Emma Jill Appleton），是一位英國女演員和模特兒，因在《獵魔士》中飾演克萊登的蘭菲莉（Renfri of Creyden）而獲得關注，並曾主演電視劇《諜海理想國》、《叛逆之聲》和《我所知道關於愛的一切》。

## 早年
阿普爾頓於牛津郡威特尼出生和長大，先後入讀西威特尼小學和伍德格林學校。在學時，阿普爾頓僅在戲劇科取得優異成績。

## 演藝生涯

### 模特兒
阿普爾頓在青年時期開始擔任模特兒，曾為時裝設計師維多莉亞·貝克漢、瑪格麗特·豪厄爾，以及設計商The Kooples、DAKS等擔任模特兒，亦曾為Fred Perry、湯尼英蓋、倫敦芮魅和匡威拍攝廣告。

### 幕前演出
阿普爾頓在2016年開始參與幕前演出，首個角色是在微電影《夢幻國度》（Dreamlands）中飾演精靈。翌年，阿普爾頓在英國廣播公司第三台劇集《小圈子》中飾演常設角色菲·布魯克斯通（Fay Brookstone），並參演了第四台的黑色喜劇《去X的世界末日》。
2019年，阿普爾頓首度主演劇集，在《諜海理想國》飾演女主角費西·蒙茲（Feef Symonds）。同年，她參演了Netflix電視劇《獵魔士》，飾演被詛咒的公主蘭菲莉（Renfri），與亨利·卡維爾有對手戲，成功獲得大眾關注。2022年，她參演丹尼·鮑伊執導的電視劇《叛逆之聲》，飾演搖滾樂音樂家席德·維瑟斯的女友南希·斯龐根，後亦再度主演劇集，在《我所知道關於愛的一切》中與貝兒·波麗共同擔任女主角。她亦將會在科幻電影《蘿拉》中出演主要角色。

## 作品列表

### 電影
| 年份 | 標題           | 角色         | 註     |
| ---- | -------------- | ------------ | ------ |
| 2016 | 夢幻國度（Dreamlands）   | 精靈         | 微電影 |
| 2021 | 戀人的最後情書 | 漢娜（Hannah）     |        |
| 2022 | 蘿拉           | 托馬西娜（Thomasina） | [ 13 ] |

### 電視劇
| 年份   | 標題                 | 角色              | 註            |
| ------ | -------------------- | ----------------- | ------------- |
| 2017   | 去X的世界末日        | 凱利（Kelly）          | 1集           |
| 2017   | 牧師神探             | 莎莉（Sally）          | 1集           |
| 2017   | 小圈子               | 菲·布魯克斯通（Fay Brookstone） | 常設；6集     |
| 2018   | 世紀天才             | 潔曼（Germaine）          | 2集           |
| 2019   | 諜海理想國           | 費西·蒙茲（Feef Symonds）     | 主演；6集     |
| 2019   | 獵魔士               | 蘭菲莉（Renfri）        | 2集           |
| 2021   | 銀河系               | 米婭·米勒（Mya Miller）     | 2集           |
| 2021   | 叛逆之聲             | 南希·斯龐根       | 迷你劇集；2集 |
| 2022   | 我所知道關於愛的一切 | 瑪姬（Maggie）          | 主演；7集     |
| 待公布 | 替身律師             | 英格麗·路易斯（Ingrid Lewis） | 主演；未知    |

## 外部連結
- 艾瑪·阿普爾頓在互联网电影资料库（IMDb）上的資料（英文）
- 艾瑪·阿普爾頓的Instagram帳戶